# Campeonato Uruguaio de Futebol de 1941
O Campeonato Uruguaio de Futebol de 1941 foi a 10ª edição da era profissional do Campeonato Uruguaio. O torneio consistiu em uma competição com dois turnos, no sistema de todos contra todos. O campeão foi o Nacional, que conquistou o certame de forma invicta, vencendo todas as partidas.

## Classificação[2]
| Pos | Equipe               | Pts | J  | V  | E | D  | GP | GC | SG  |
| --- | -------------------- | --- | -- | -- | - | -- | -- | -- | --- |
| 1°  | Nacional             | 40  | 20 | 20 | 0 | 0  | 79 | 22 | 57  |
| 2°  | Peñarol              | 31  | 20 | 15 | 1 | 4  | 60 | 31 | 29  |
| 3°  | Rampla Juniors       | 22  | 20 | 8  | 6 | 6  | 37 | 33 | 4   |
| 4°  | Central              | 19  | 20 | 7  | 5 | 8  | 29 | 38 | -9  |
| 5°  | Sud América          | 19  | 20 | 7  | 5 | 8  | 32 | 40 | -8  |
| 6°  | Racing               | 18  | 20 | 6  | 6 | 8  | 38 | 46 | -8  |
| 7°  | River Plate          | 17  | 20 | 7  | 3 | 10 | 35 | 41 | -6  |
| 8°  | Liverpool            | 17  | 20 | 6  | 5 | 9  | 26 | 42 | -16 |
| 9°  | Montevideo Wanderers | 14  | 20 | 5  | 4 | 11 | 37 | 37 | 0   |
| 10° | Defensor             | 14  | 20 | 4  | 6 | 10 | 25 | 44 | -19 |
| 11° | Bella Vista          | 9   | 20 | 3  | 3 | 14 | 21 | 45 | -24 |

|  | Campeão.                     |
|  | Rebaixado à Segunda Divisão. |

| Campeonato Uruguaio de 1941   |
| ----------------------------- |
| Nacional Campeão (16º título) |